# Enteropeptidas

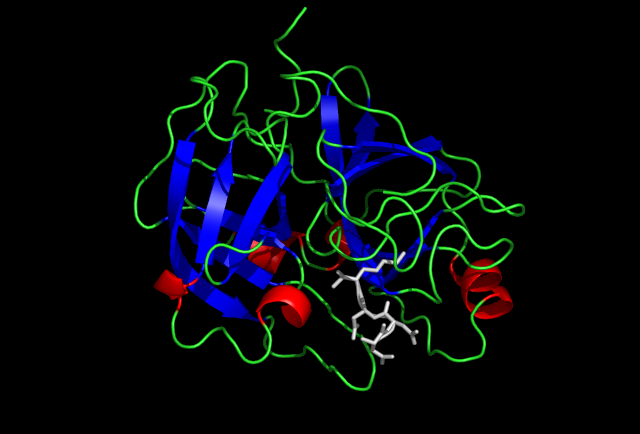
Kristallstruktur av enteropeptidas med en hämmare

Enteropeptidas är ett enzym som produceras av celler i tolvfingertarmen och är membranbundet på epitelceller i duodenum. Det aktiverar inaktiva zymogener till aktiva proteaser som bryter ner peptider i matspjälkningen. Frånvaro av enteropeptidas resulterar i nedsatt tarmsmältning.
Enteropeptidas är ett serinproteas (EC3.4.21.9) bestående av en disulfidbunden tung kedja på 82-140 kDa som förankrar enterokinas i tarmborstens gränsmembran och en lätt kedja på 35-62 kDa som innehåller den katalytiska underenheten. Enteropeptidas är en del av chymotrypsin-klanen av serinproteaser och liknar strukturellt dessa proteiner.

## Historik
Enteropeptidas upptäcktes av Ivan Pavlov, som tilldelades Nobelpriset i fysiologi eller medicin 1904 för sina studier av gastrointestinalfysiologi. Det är det första kända enzymet som aktiverar andra enzymer, och det är fortfarande ett notervärt exempel på hur serinproteaser har utformats för att reglera metaboliska vägar. Den inerta funktionen hos matsmältningsenzymer i bukspottkörteln var känd, jämfört med deras potenta aktivitet i tarmen, men grunden för denna skillnad var okänd. 
År 1899 visade Pavlovs student, N. P. Schepowalnikov, att hundduodenalasekretioner dramatiskt stimulerade matsmältningsaktiviteten hos pankreasenzymer, särskilt trypsinogen. Den aktiva principen erkändes som ett speciellt enzym i tarmen som kunde aktivera andra enzymer. Pavlov kallade det enterokinas. Debatten om huruvida enterokinas var en kofaktor eller enzym löstes av Kunitz, som visade att aktiveringen av trypsinogen med enterokinas var katalytisk. På 1950-talet visade sig trypsinogen hos nötkreatur aktiveras autokatalytiskt genom klyvning av en N-terminal hexapeptid. Det mer exakta IUBMB-namnet enteropeptidas har funnits sedan 1970. Det ursprungliga namnet 'enterokinas' har dock en lång historia och är fortfarande i allmänt bruk.

## Ensymstruktur
Enteropeptidas är ett typ II-transmembranserinproteas (TTSP) lokaliserat till borstgränsen till duodenal- och jejunalslemhinnan och syntetiseras som ett zymogenproenteropeptidas, vilket kräver aktivering av duodenas eller trypsin. TTSP syntetiseras som enkelkedjiga zymogener med N-terminala propeptidsekvenser av olika längder. Dessa enzymer aktiveras genom klyvning vid karboxylsidan av lysin- eller argininrester som finns i ett mycket bevarat aktiveringsmotiv. När de väl har aktiverats förutspås TTSP:er förbli membranbundna genom en bevarad disulfidbindning som förbinder de pro- och katalytiska domänerna.
När det gäller enteropeptidas hos nötkreatur omfattar den primära översättningsprodukten 1035 restprodukter med en förväntad massa på 114,9 kDa. Den noterade skenbara massan på ca 160 kDa överensstämmer med det angivna kolhydratinnehållet på 30 – 40 procent, med lika stora mängder neutrala och amino-sockerarter. Aktiveringsstället efter Lys800 delar upp de tunga och lätta kedjorna hos mogna nötkreaturs enteropeptidas. Det finns 17 potentiella N-länkade glykosyleringsställen i den tunga kedjan och tre i den lätta kedjan. De flesta av dessa bevaras i andra arter. Den tunga kedjan har en hydrofob sektion nära N-terminalen som stöder transmembranankaret. Den tunga kedjan påverkar enteropeptidasets specificitet. Inbyggt enteropeptidas är resistent mot sojaböntrypsinhämmare. Den isolerade lätta kedjan är dock subtil, oavsett om den framställs genom begränsad reduktion av det naturliga proteinet eller genom mutagenes och uttryck i COS-celler. Inbyggt enteropeptidas och den isolerade lätta kedjan har liknande aktivitet mot Gly-(Asp)4-Lys-NHNap, men den avskilda lätta kedjan har tydligt minskad aktivitet mot trypsinogen. En analog selektiv defekt i igenkännandet av trypsinogen kan framställas i tvåkedjigt enteropeptidas genom upphettning eller genom acetylering. Detta beteende innebär att det katalytiska centret och ett eller flera sekundära substratbindande ställen är väsentliga för optimalt erkännande av trypsinogen.

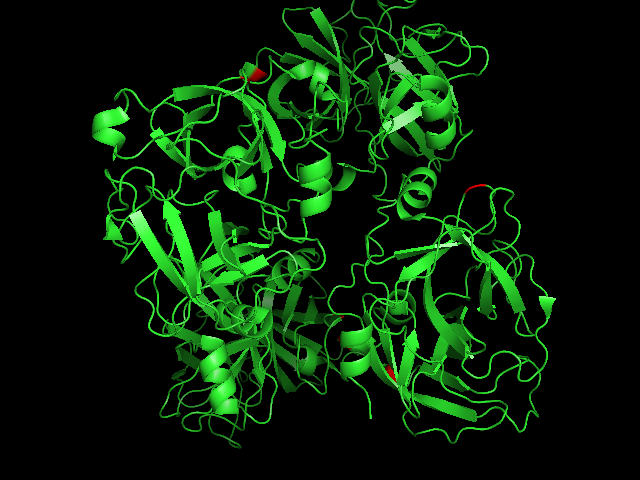
Humant enteropeptidase – lätt kedja

## Aktivitet
Trots sitt alternativa namn (enterokinas) är enteropeptidas ett serinproteas som katalyserar hydrolysen av peptidbindningar i proteiner och, till skillnad från andra kinaser, katalyserar inte överföring av fosfatgrupper. Enteropeptidas uppvisar trypsinliknande aktivitet, klyvande proteiner efter ett lysin vid ett specifikt klyvningsställe (Asp-Asp-Asp-Lys). Denna klyvning resulterar i trypsoberoende aktivering av andra pankreaszymogener, såsom chymotrypsinogen, proelastas, prokarboxipeptidas och prolipas i tarmens lumen. Eftersom pro-regionen av trypsinogen innehåller denna sekvens katalyserar enteropeptidas dess aktivering in vivo:
trypsinogen → trypsin + pro-region (Val-Asp-Asp-Asp-Lys)

## Genetik och sjukdomsrelevans
Hos människor kodas enteropeptidas av TMPRSS15-genen (även känd som ENTK, och tidigare som PRSS7) på kromosom 21q21. Vissa nonsens- och ramförskjutningsmutationer i denna gen leder till en sällsynt recessiv sjukdom som kännetecknas av allvarlig brist på tillväxt hos drabbade spädbarn på grund av enteropeptidasbrist. Enteropeptidas mRNA-uttryck är begränsat till den proximala tunntarmen, och proteinet finns i enterocyter i tolvfingertarmen och proximalt jejunum. Vid utsöndring från bukspottkörteln in i tolvfingertarmen möter trypsinogen enteropeptidas och aktiveras. Trypsin klyver sedan och aktiverar andra pankreasserinproteaszymogener (chymotrypsinogen och proelastaser), metalloproteaszymogener (prokarboxipeptidaser) och prolipaser. Med hjälp av denna enkla tvåstegskaskad är den destruktiva aktiviteten hos dessa matsmältningshydrolaser begränsad till tarmens lumen. Den fysiologiska betydelsen av denna väg demonstreras av den allvarliga intestinala malabsorptionen orsakad av medfödd brist på enteropeptidas.Detta tillstånd kan vara livshotande, men svarar på muntliga tillskott med bukspottskörtelextrakt.

## Funktion
Enteropeptidas specificitet gör det till ett idealiskt verktyg i biokemiska applikationer. Ett fusionsprotein innehållande en C-terminal affinitetstagg (såsom poly-His) kopplad av denna sekvens kan klyvas av enteropeptidas för att erhålla målproteinet efter proteinrening. Omvänt kan den N-terminala pro-sekvensen av proteaser som måste klyvas före aktivering muteras för att möjliggöra aktivering med enteropeptidas.